# Tales of Eternia
Tales of Eternia (яп. テイルズ オブ エターニア, Тейрудзу обу Ета:ніа) — японська рольова гра з елементами екшена для ігрової приставки Sony PlayStation, випущена Namco 30 листопада 2000 року і продана в кількості 873 000 копій. 3 березня 2005 була випущена портована версія для PlayStation Portable, продана в кількості 398 000 примірників. Жанр Tales of Eternia описується як RPG вічності і стосунків (яп. 永遠と絆のRPG, Ейєн то кідзуна но RPG). Гра має двомірну мальовану графіку; битви проходять в реальному часі, ідея бойової системи взята з попередніх ігор серії — Tales of Phantasia і Tales of Destiny. Гра є третьою частиною серії.
У Північній Америці і Європі гра знана як Tales of Destiny II. Спочатку багато хто вважав, що це зроблено, щоб уникнути порушення авторських прав — назва Eternia належить компанії Mattel (використовується в серії іграшок Masters of the Universe). Однак розробники стверджували, що це зроблено тільки для кращої впізнаваності бренду. Так чи інакше, вибір такої назви згодом привів до плутанини після виходу прямого сиквела PlayStation 2 під назвою Tales of Destiny 2, події якого розгортаються в тому ж вигаданому світі, що і Tales of Destiny. Tales of Eternia не є прямим продовженням ToD — в ній з'являється тільки ряд камео, які є у всіх іграх серії.
Для північноамериканського і японського релізів було створено вступ в жанрі аніме, крім того, для японської версії група Garnet Crow Написала пісню Flying. Згодом вийшло аніме Tales of Eternia, що складається з 13 епізодів і розроблене у співпраці з Production IG. Події аніме засновані на сюжеті гри, присутні чотири головних героя, а також з'являються нові персонажі, історії яких ніяк не пов'язані з сюжетом. Всі 13 епізодів були випущені на початку 2001 року.
3 березня 2006 року в Японії була випущена масова багатокористувацька ролева онлайн-гра Tales of Eternia Online, розроблена Namco і Dwango). Події розгорталися в тому ж світі, відразу після того, як Рід зі своїм загоном вирушив в Селеста. У грі були присутні п'ять класів персонажів, прообразом яких виступили персонажі Tales of Eternia. На жаль, через рік Namco відключила ігрові сервери в зв'язку з невеликою кількістю активних гравців.

## Ігровий процес
Геймплей схожий з попередніми іграми серії Tales і має безліч елементів класичних RPG. Для переміщення між локаціями використовується карта світу. У містах, які населені неігровими персонажами, можна отримати різну інформацію, в них розвиваються сюжетні події. Також в містах знаходяться магазини, де гравець може придбати екіпіровку та витратні предмети для свого загону. Валюта в грі називається Галд (англ. Gald.
Битви в грі відбуваються на двомірному окремому полі битви — персонажі можуть переміщатися тільки вперед / назад і вгору / вниз. Ця система є гібридною: в ній присутні як елементи RPG, так і елементи файтингу. Всі дії проводяться в реальному часі і гравець може завдавати різні удари, натискаючи відповідні комбінації кнопок геймпада. Однак бій може бути призупинено, якщо гравець зайде в меню для вибору витратного предмета або зміни тактики. В ігровому меню можна переглядати і застосовувати предмети, створювати нові заклинання, створювати нові стратегії, змінювати екіпіровку загону, переглядати статус персонажів. Більшість цих опцій недоступно в меню битви. Гравець також може вивчати рецепти для приготування різних страв, які можуть використовуватися для лікування персонажів, або для зняття негативних станів статусу (отрута, параліч та інші).
Можна в режимі Co-op battle грати вчотирьох через PlayStation Multitap.

## Випуск гри на PlayStation
Tales of Eternia була анонсована на Tokyo Game Show в 2000 році як третя гра в серії Tales. Вона була випущена під цим же ім'ям в Японії, але в Північній Америці назва була змінена на Tales of Destiny II. Багато порахували, що це сталося, щоб не порушувати авторські права компанії Mattel, яка володіла назвою «Eternia» в США в рамках лінійки іграшок серії Masters of the Universe. Однак розробники стверджували, що це було зроблено тільки для кращої впізнаваності бренду: першою грою серії, що продавалася в Північній Америці, була Tales of Destiny, тому вони хотіли, щоб між іграми було видно чіткіший взаємозв'язок. Перша гра серії Tales of Phantasia 1994 року з самого початку не видавалася в США — тільки в 2006 році з'явилася портована версія для Game Boy Advance. Ця назва призвела до плутанини, коли в 2002 році для PlayStation 2 була випущена гра Tales of Destiny 2, яка була прямим продовженням Tales of Destiny і дії якої розгорталися в тому ж вигаданому всесвіті. Tales of Eternia, в свою чергу, не є сиквелом Tales of Destiny і ніяк не пов'язана з Tales of Destiny 2.

## Відгуки та критика
Гра отримала переважно позитивні відгуки критиків. Так, на сайті-зібранні Metacritic Tales of Eternia набрала 82 бали з 100 можливих. Оглядач IGN високо оцінив ігровий процес: «Відмінна орієнтована на стрілялки бойова система, аналога якій немає ні в одній іншій грі». Журналіст GameSpot порахував, що гра сподобається тільки людям, які вище цінують геймплей, а не з графіку. «У неї приємно грати», — пише рецензент, — «але вона б нормально виглядала в списку ігор для Super Nintendo, випущених вісім років тому». Локалізація, зроблена Namco, була оцінена як прийнятна. Оглядачі відзначили, що оригінальний гумор був адекватно переданий для гравців з Північної Америки, але робота акторів озвучування, на думку деяких журналістів, виявилася не вражаючою. Рецензент AllGame також позитивно відгукнувся про ігровий процес, дизайн персонажів і двовимірну графіку. Проте, до негативних сторін Tales of Eternia він відніс слабкий і недостатньо опрацьований сюжет, гру акторів озвучування: «Я не можу сказати, що актори грають жахливо, але в багатьох сценах здається, ніби вони не вирушають на місію, від якої залежить доля світу, а чекають, поки їм замінять масло в машині».
Портована версія гри для PSP (попри те, що вона не була випущена в США) також отримала переважно позитивні відгуки. Eurogamer поставив грі оцінку 8 з 10, назвавши її «найкращою RPG для PSP з усіх, що зараз є на ринку (на момент квітня 2006 року)». Він відніс до позитивних сторін Tales of Destiny II графіку і ігровий процес; сюжетні події, на його думку, розвиваються дуже швидко і містять занадто багато кліше. Оглядач PALGN, навпаки, позитивно відгукнувся про сюжет: "Історія має ряд непередбачуваних поворотів і розгортається таким чином, що ви будете заінтриговані протягом всієї гри. Її не можна назвати чудовою, але вона досить глибока ". Рецензент також зазначив можливість досліджувати ігровий світ: «Це одна з кращих сторін Tales of Eternia. Хоча гра, по суті, лінійна, ви все одно можете відхилитися від сюжету. Глибина сюжету і ігрового процесу дозволяють вам грати так, як ви захочете».
Версія гри для PlayStation була продана в кількості 873000 копій, а версія для PlayStation Portable — в кількості 398000 копій.